# Micropterus
Micropterus (Lacépède, 1802) è un genere di pesci ossei d'acqua dolce appartenente alla famiglia Centrarchidae diffuso in Nordamerica.

## Distribuzione e habitat
Il genere è endemico della parte orientale dell'America settentrionale. Due specie (Micropterus salmoides e M. dolomieu) sono state introdotte in Europa ma solo la prima si è acclimatata e diffusa divenendo in molti casi invasiva.

## Descrizione
Sono pesci di taglia media o grande.

## Pesca
Diverse specie, soprattutto M. salmoides e M. dolomieu, sono tra i pesci d'acqua dolce più apprezzati dai pescatori sportivi per la combattività che esprimono una volta allamati. Vengono catturati principalmente con la tecnica dello spinning.

## Tassonomia
Al genere appartengono 13 specie:
- Micropterus cahabae
- Micropterus cataractae
- Micropterus chattahoochae
- Micropterus coosae
- Micropterus dolomieu
- Micropterus floridanus
- Micropterus henshalli
- Micropterus notius
- Micropterus punctulatus
- Micropterus salmoides
- Micropterus tallapoosae
- Micropterus treculii
- Micropterus warriorensis